# Nefryt

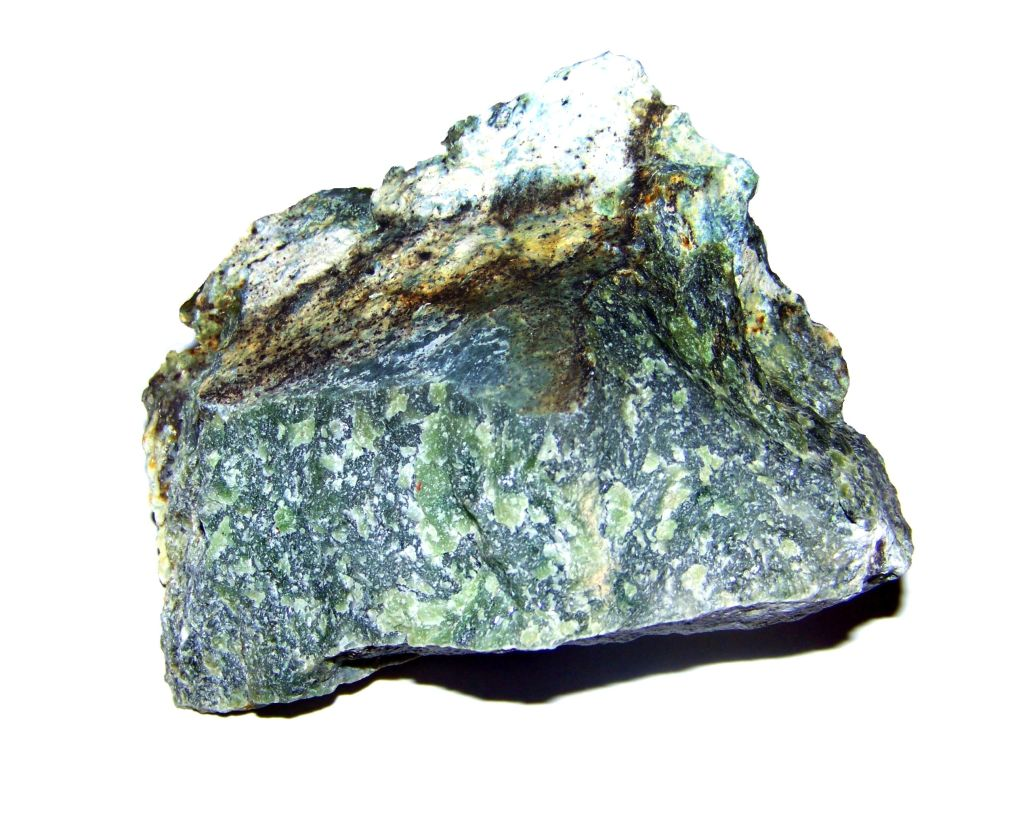
Nefryt z Jordanowa Śląskiego

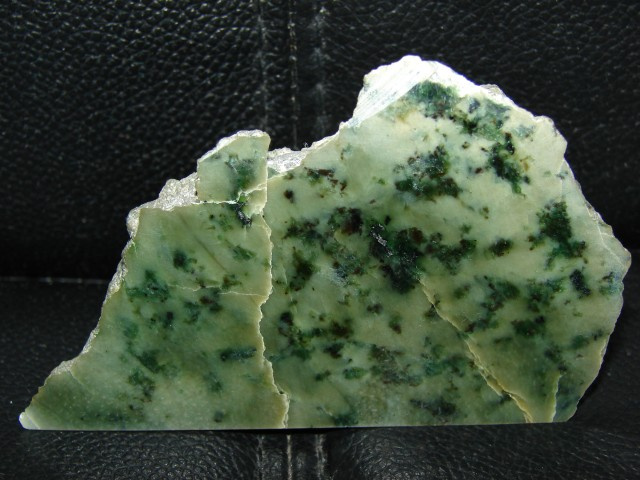
Jasna skała tremolitowa, współwystępująca z nefrytem w Jordanowie Śląskim. Od nefrytu odróżnia się grubszymi włóknami, których grubość sięga 10–20 μm. Ciemne miejsca w tej skale to skupiska spineli Cr-Fe-Mn-Zn oraz chlorytu i jeszcze grubszego tremolitu

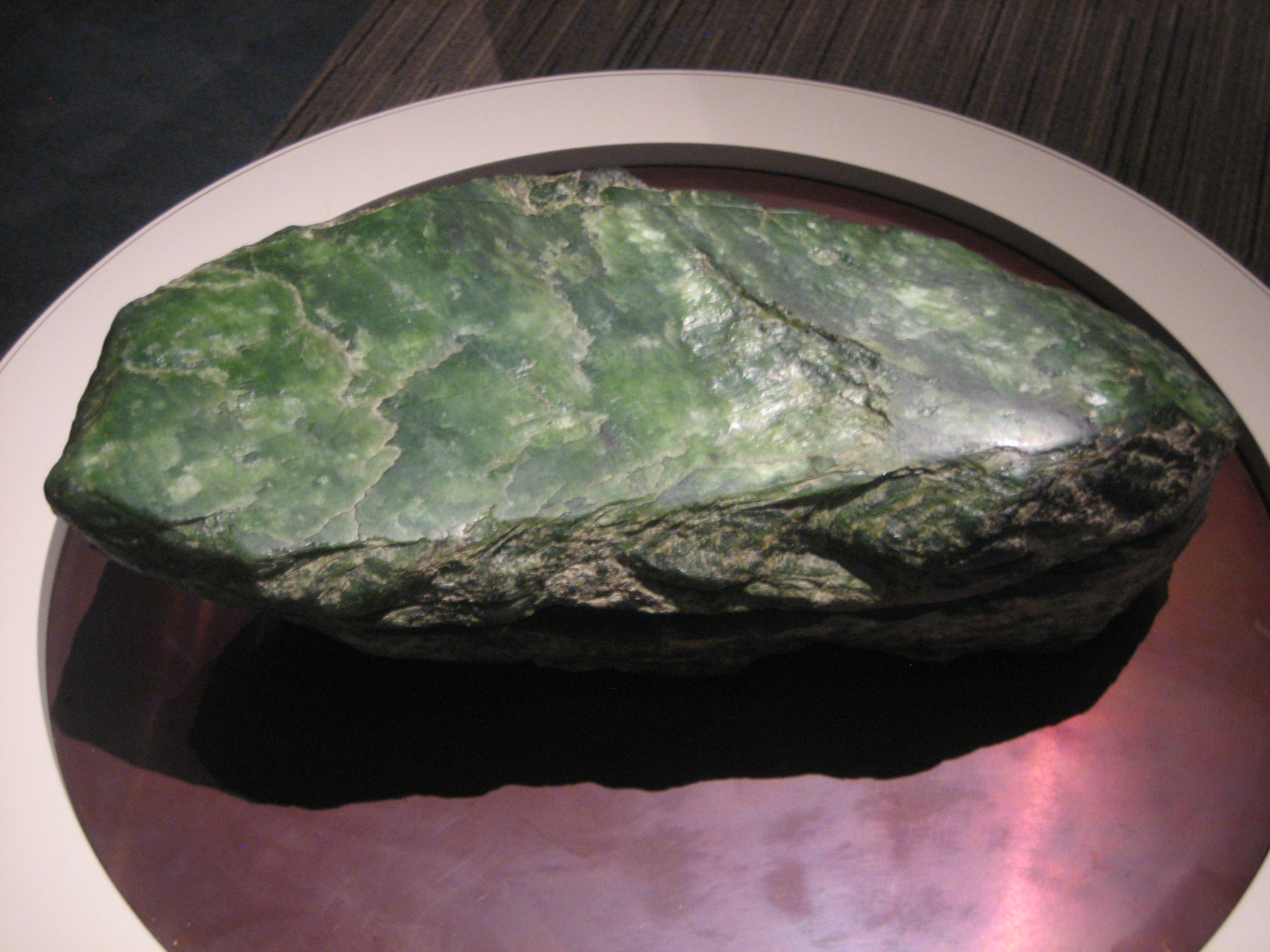
Nowozelandzki nefryt. Na powierzchni próbki widać wyraźną podzielność łupkową, co wskazuje na jej posttektoniczny charakter. Nefryt taki klasyfikuje się jako semi-nefryt

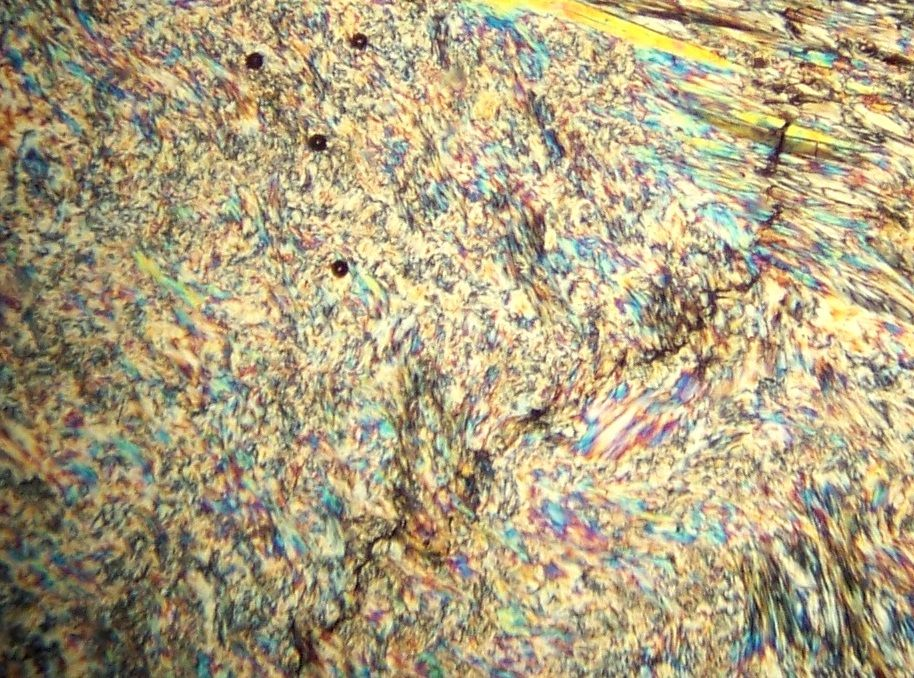
Szlif cienki nefrytu, Widoczne domieszki minerałów serpentynowych. Doskonale widać przerosty mikrowłókien amfibolowych. Ciemne punkty to pęcherzyki powietrza

Nefryt (gr. nephros – nerka; nazywany także żadem amfibolowym) – skała metamorficzna utworzona w wyniku wielu skomplikowanych procesów metasomatycznych oraz związanych z tektoniką uskokową i działalnością ciśnień kierunkowych tzw. stressu.
Jest skałą prawie monomineralną utworzoną prawie w całości z amfiboli wapniowo-żelazowo-magnezowych szeregu aktynolitu, tj. tremolit i znacznie rzadziej ferroaktynolit. Barwa nefrytu zmienia się od białej do ciemno-, a nawet czarnozielonej, oraz czasami bywa czerwonawa w wyniku utleniania żelaza w złożach pochodzenia eluwialnego i postglacjalnego. Cechą charakterystyczną dla nefrytu jest jego struktura, zwykle afanitowa. Tekstura jest zwykle bezkierunkowa, a w niektórych przypadkach mylonityczna. Badania mikroskopowe ujawniają budowę, która polega na przerastaniu się wzajemnym mikrowłókien aktynolitu ułożonych na dwa sposoby – poprzeczny i podłużny.
Nazwa nefryt pochodzi od greckiego słowa nephros oznaczającego nerkę. Skała według starożytnych wierzeń miała właściwości lecznicze w schorzeniach nerek.

## Cechy wewnętrzne

### Skład mineralny
Nefryt prawie w całości zbudowany jest z minerałów szeregu aktynolitu, w którego skład wchodzą:
- tremolit Ca2Mg5[Si8O22](OH)2
- ferroaktynolit Ca2Fe2+5[Si8O22](OH)2

Jako minerały akcesoryczne występują również spinele takie jak magnetyt i chromit (najczęściej jako picotyt) oraz diopsyd, grossular, grafit, apatyt, rutyl, wezuwian, datolit, prehnit, piryt, talk, tytanit i bardzo ważne minerały serpentynowe jak antygoryt, chryzotyl i lizardyt.

### Budowa wewnętrzna
Struktura nefrytu jest jego najbardziej charakterystyczną oraz odróżniającą go od innych skał jak tremolityty i aktyolityty. Nefryt jest utworzony z mikro włókien tremolitu lub aktynolitu o długości 0,05 mm i około 0,002 mm średnicy (wartości uśrednione). Włókna są spilśnione tworząc masywna zbitą i bezładną teksturę – jest to powód niezwykłej wytrzymałości nefrytu na uderzenia. Kryształy mogą tworzyć teksturę pseudokierunkową nazywana wtedy mylonityczną, lub częściej bezładną gdzie włókna są poprzerastane nawzajem poprzecznie. Zdjęcia robione na mikroskopie elektronowym (TEM) lub skaningowym pokazują podobieństwo do azbestu, a wręcz w niektórych przypadkach sugerują pseudomorfozy po minerałach azbestowych jak chryzotyl czy antygoryt.

## Cechy zewnętrzne

### Barwa
Barwa nefrytów jest dość zróżnicowana – biała (nefryty tremolitowe powiązane z dolomitami) powstaje wskutek całkowitego wypłukania żelaza; jasno- do średnio zielona (również nefryty tremolitowe, ale powiązane z serpentynitami) gdzie barwa pochodzi od chromu Cr3+, który spełnia rolę chromatofora; ciemnozielona do czarnej (nefryty znacznie bogatsze w człon ferroaktynolitowy, również genetycznie związane z serpentynitami), barwa pochodzi od żelaza Fe2+ oraz od licznych inkluzji np. grafitu. Znacznie rzadziej spotykana jest barwa brunatna do czerwonawej. Powstaje ona w nefrytach aktynolitowych lub ferroaktynolitowych poprzez utlenianie żelaza w wyniku wietrzenia, w czasie gdy nefryt zostaje zdeponowany w okruchowych złożach polodowcowych lub rzecznych.

### Morfologia zewnętrzna
Charakterystyczny jest także przełam „pseudomuszlowy” nefrytu z częstymi mniejszymi odspojeniami w formie łusek. W formie surowej, nie oszlifowanej jest matowy lub pośredni między matowym lub tłustym. Niektóre gatunki odznaczają się plamistością spowodowaną większymi przerostami np. chromitu lub magnetytu. Ma chropowatą powierzchnię.

### Właściwości fizyczne
Wszystkie cechy fizyczne i optyczne zbliżone są do standardowych wartości aktynolitu. Twardość w skali Mohsa wynosi 6–6,5, a gęstość 3,02–3,44 g/cm³. Ma bardzo wysoką wytrzymałość na łamanie: 7 t/cm² (dla porównania, dla stali – 4 t/cm²; granitu 2,5 t/cm²). Związane jest to z wytrzymałością splotu amfiboli.
| Współczynnik załamania | Tremolit    | Aktynolit   | Ferroaktynolit |
| ---------------------- | ----------- | ----------- | -------------- |
| nα                     | 1,605–1,613 | 1,613–1,646 | 1,646–1,686    |
| nβ                     | 1,616–1,624 | 1,624–1,656 | 1,656–1,696    |
| nγ                     | 1,630–1,636 | 1,636–1,666 | 1,666–1,704    |

Pod mikroskopem petrograficznym przy włączonym analizatorze wykazuje złocisto-pstre barwy interferencyjne.

## Geneza i odmiany

### Geneza
Hipotez dotyczących genezy nefrytu jest wiele. Każde złoże nefrytu ma swój odmienny mechanizm petrogenezy. Ogólnie nefryty powstają w wyniku metasomatozy kontaktowej spowodowanej intruzją skały magmowej w dolomity, marmury dolomitowe lub serpentynity. Intruzje najlepiej opisanych złóż są intruzjami przeważnie granitoidowymi – granodioryty, dioryty kwarcowe i plagiogranity (trondhejmity), oraz intruzjami skał zasadowych jak gabra. Główne spekulacje odnośnie do nefrytyzacji dotyczą powiązania tego procesu z serpentynityzacją i rodingityzacją. Ogólnie nefrytyzacja zachodzi przy stosunkowo niskotemperaturowej metasomatozie, lecz przy wyższych ciśnieniach generowanych tektoniką uskokową (HP/LT).

### Odmiany gemmologiczne i petrograficzne
Oprócz „standardowego” nefrytu wyróżnia się także semi-nefryt. Określenie to dotyczy skały tremolitowej lub aktynolitowej poddanej nefrytyzacji, lecz w mniejszym stopniu. Semi-nefryt inaczej można nazwać nefrytem kataklastycznym, gdzie w wyniku rekrystalizacji powstały kryształy (włókna) o większych rozmiarach niż w nefrycie.
Charakterystyka gemmologiczna nefrytu jest podobna jak w większości kamieni szlachetnych. Pod uwagę bierze się barwę i stopień jej nasycenia, teksturę (forma po wypolerowaniu), przeświecanie w narożach i wymiary surowego materiału do obróbki. Pod uwagę bierze się także procentową zawartość aktynolitu/tremolitu i minerałów serpentynowych. Materiał najwyższej klasy zawiera ponad 90% aktynolitu/tremolitu.
Wyróżnia się ponadto następujące odmiany:
- nefryt jednorodny,
- nefryt cętkowany,
- nefryt plamisty.

## Występowanie
Występowanie nefrytu jest dość rzadkim zjawiskiem petrologicznym na powierzchni Ziemi. Mimo to, jest on powszechniejszym żadem niż jadeit, przez co jest mniej cenny, ale za to znalazł szersze zastosowanie. Obecnie naliczono około 50 złóż nefrytu. Do najważniejszych należą:
W Polsce – na Dolnym Śląsku: Jordanów Śląski, Strzeblów, Tąpadła, Nasławice – Masyw Ślęży oraz okolice Złotego Stoku – Góry Złote – główne + semi-nefryt.
Na świecie – Kolumbia Brytyjska – Kanada; Sajan Wschodni – Rosja; Cowell – Australia; Góry Kunlun, Sinciang – Chiny; Westland, Otago, Moody Creek – Nowa Zelandia; północny Tajwan; Wyoming – USA; Apeniny – północne Włochy.

## Zastosowanie i historia
Obróbka nefrytu była znana od pradziejów. W Chinach w czasach dynastii Shang (1766–1122 r. p.n.e.) istniał duży ośrodek jego szlifowania. Wyroby z nefrytu były wówczas używane w trakcie ważnych ceremonii religijnych z udziałem władców. W okresie dynastii Zhou (1122–770 r. p.n.e.) utworzono specjalny Urząd Nefrytowy, do którego obowiązków należało zbieranie najlepszych okazów i wyrobów nefrytowych oraz wyszukiwanie i zatrudnianie na dworze cesarskim najzdolniejszych rzeźbiarzy i jubilerów.
Wiara w magiczne i lecznicze zdolności nefrytu przeniosła się z Chin na cały świat. Z nefrytu wykonywano kaboszony, naszyjniki oraz przedmioty kultowe i dekoracyjne (wazony itp.). Dziś poza Chinami największe ośrodki obróbki nefrytu znajdują się na Tajwanie i w Kanadzie.
Na terenie Polski odnajdywane są narzędzia i figurki wykonane z nefrytu z okolic Jordanowa Śląskiego datowane na neolit.
Przykłady zastosowań

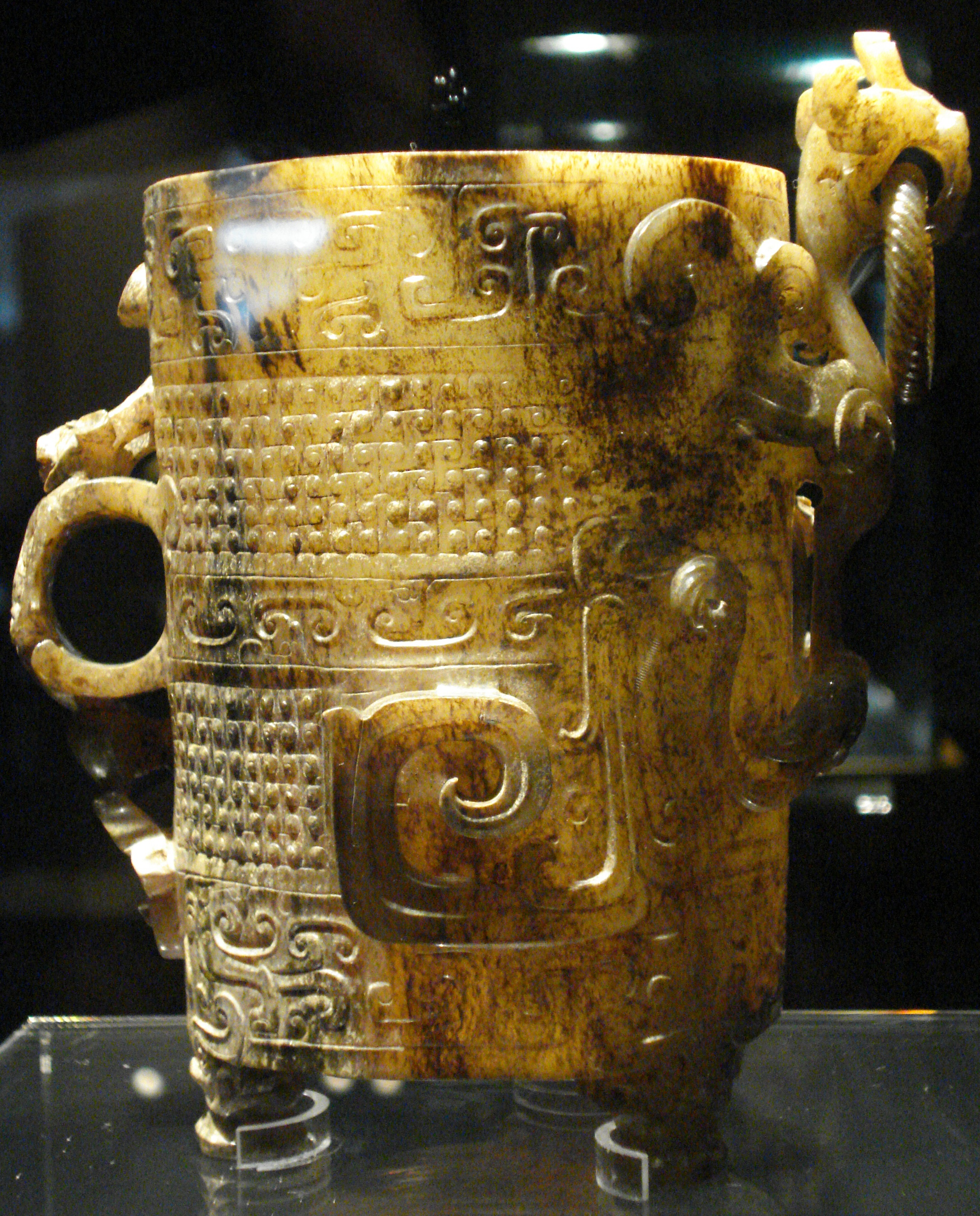
Naczynie wykonane z nefrytu
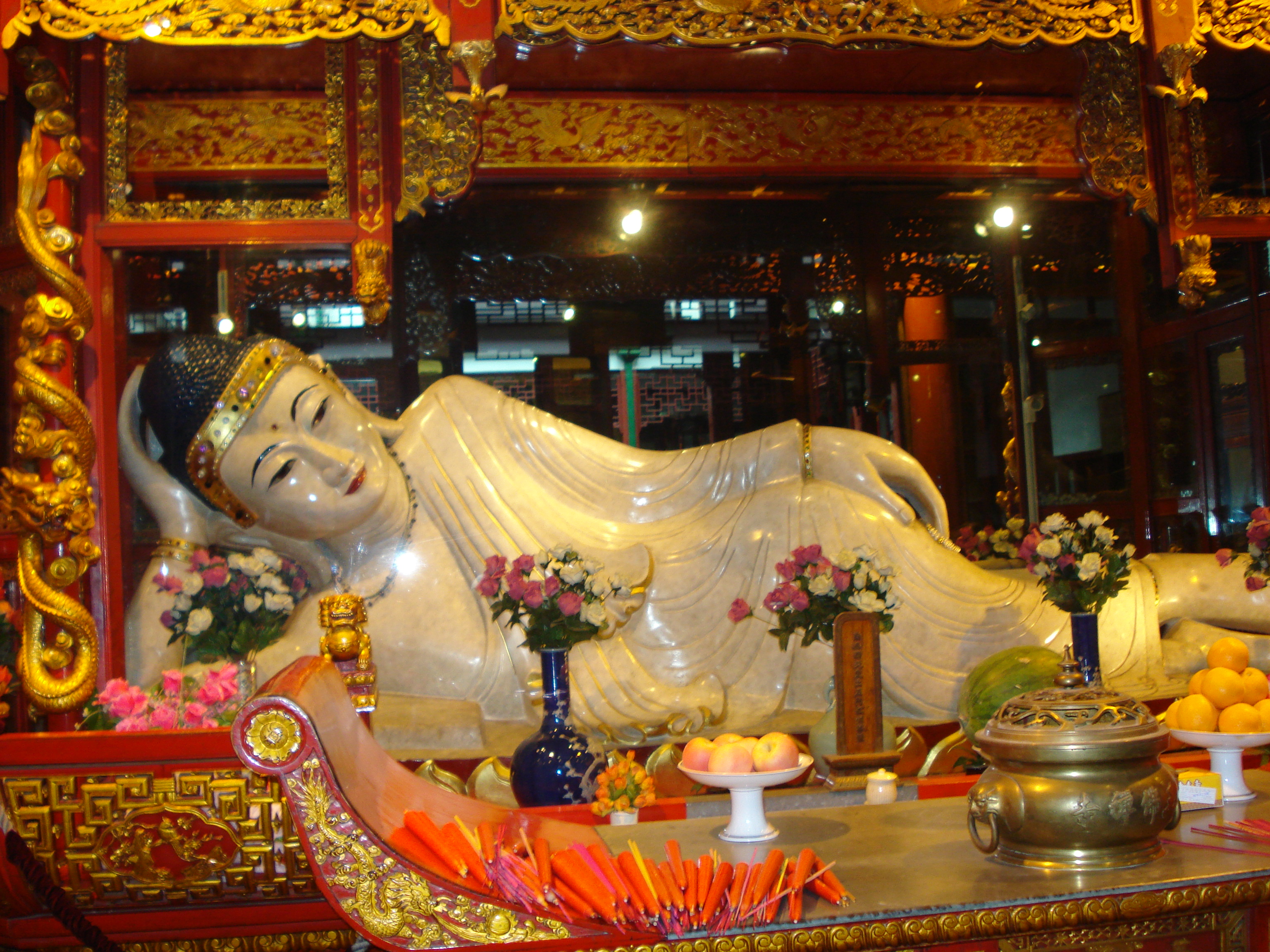
Nefrytowy budda
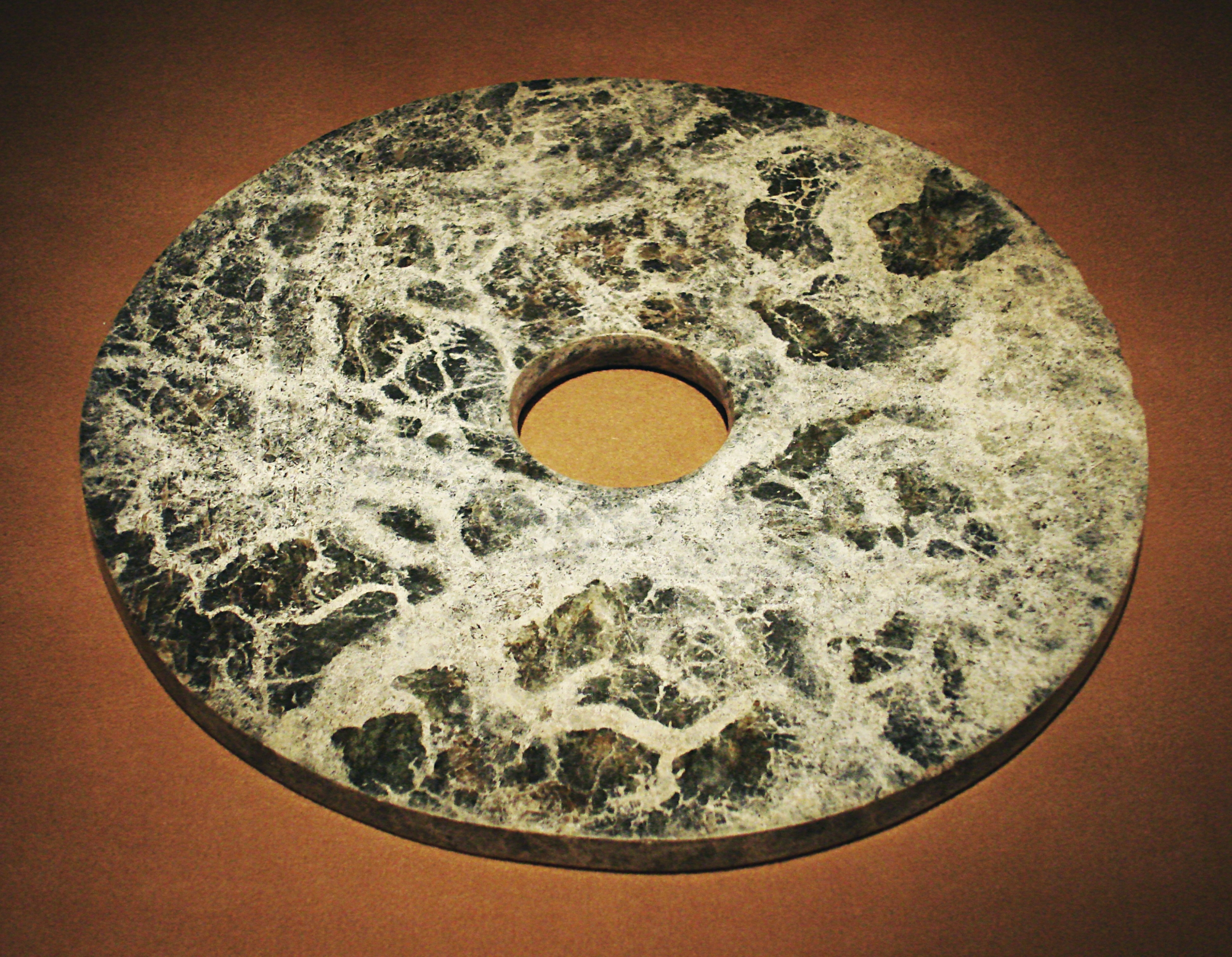
Dysk nefrytowy bi – symbol religijny, siły i potęgi wojskowej
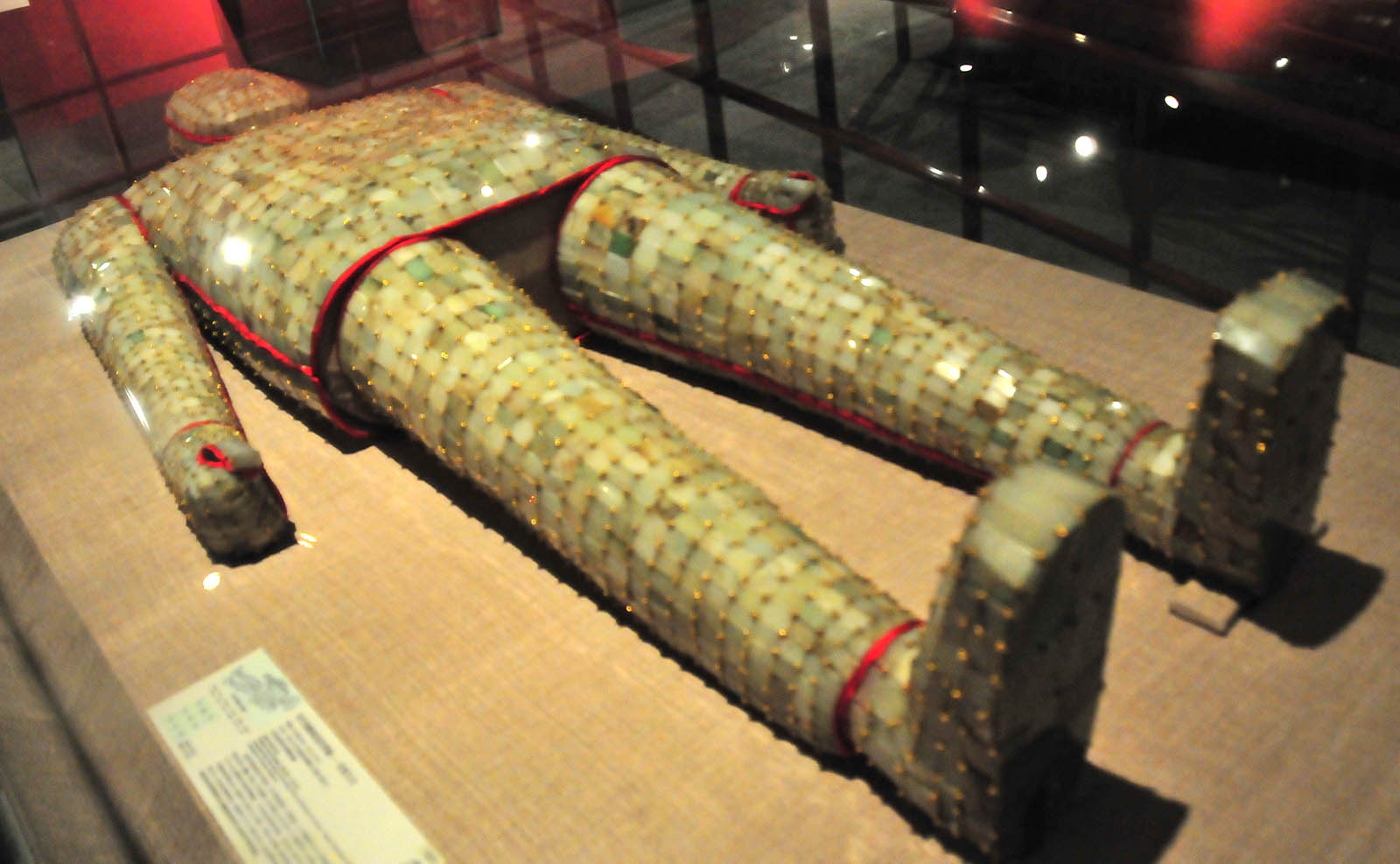
Zbroja pośmiertna chińskiego księcia Liu Cheng z 113 r. p.n.e.